# Erich von Däniken
Erich von Däniken   (Zofinguen, 14 d'abril de 1935), nom complet Erich Anton Paul von Däniken, és un escriptor suís en llengua alemanya. És conegut per haver difós la hipòtesi que la Terra possiblement va ser visitada per extraterrestres en el passat. Däniken és una de les principals figures responsables de popularitzar les hipòtesis del "paleocontacte" i dels antics astronautes. Aporta com a proves els relats de la majoria de religions sobre carros que volen pel cel (que serien les naus) o tecnologies que avancen en molt la civilització que les envolta, per exemple les piràmides respecte als egipcis o el mapa de Piri Reis.
Les idees exposades als seus llibres són rebutjades per pràcticament tots els científics i acadèmics, que classifiquen el seu treball com a pseudohistòria, pseudoarqueologia i pseudociència. Al començament de la seva carrera, va ser condemnat i va complir pena per diversos càrrecs de frau o malversació, i va escriure un dels seus llibres a la presó.

## Popularitat
És un prolífic escriptor; s'estimen unes vendes de més de 63 milions d'exemplars dels seus 26 llibres, traduïts a 32 llengües. Popularitza les seves hipòtesis a través de nombrosos llibres, vídeos i programes de televisió.
Basat en els llibres de Däniken, Bogusław Polch ha creat un còmic Die Götter aus dem All escrit per Arnold Mostowicz i Alfred Górny. Entre 1978 i 1982 es van traduir vuit còmics a 12 idiomes i s'han venut més de 5 milions de còpies.
Jungfrau Park situat a prop d'Interlaken, Suïssa, es va obrir com a Mystery Park el 2003. Dissenyat per Däniken, va explorar diversos grans "misteris" del món.
Ridley Scott va dir que la seva pel·lícula Prometheus està relacionada amb algunes de les idees de Däniken sobre la civilització humana primitiva. En revisar el llançament en DVD de dos discos de la pel·lícula Stargate de Roland Emmerich, Dean Devlin es va referir a "Is There a Stargate?" funció on "l'autor Erich von Däniken discuteix les proves que ha trobat de visites extraterrestres a la Terra".